# Deutzia monbeigii
Deutzia monbeigii là một loài thực vật có hoa trong họ Tú cầu. Loài này được W.W.Sm. mô tả khoa học đầu tiên năm 1920.